# Belgische Vereinigung für Dokumentation
Die Belgische Vereinigung für Dokumentation (ABD-BVD – Association Belge de documentation – Belgische Vereniging voor Documentatie) ist eine Fachgesellschaft für Dokumentare, Bibliothekare, Archivare und sonstige Information Professionals aus den Bereichen der Informationswissenschaft und Informationswirtschaft. Die 1947 gegründete Organisation hat es sich zum Ziel gesetzt, die Informationswissenschaft und -praxis in Belgien zu fördern. Sitz der Organisation ist Brüssel.
International gehört die ABD-BVD dem European Bureau of Library, Information and Documentation Associations (EBLIDA) an und unterhält freundschaftliche Beziehungen zu vielen ausländischen Berufsverbänden, vor allem im benachbarten Ausland.